# Somaliland – The Documentary
 Somaliland – The Documentary es una película de Reino Unido filmada en colores dirigida por Mo Ali sobre su propio guion que se estrenó el 24 de septiembre de 2018 en Reino Unido y está filmada en Somalilandia.

## Somalilandia
Somalilandia (en somalí: Soomaaliland; en árabe: صوماليلاند, Ṣūmālīlānd ; en inglés: Somaliland), oficialmente República de Somalilandia, es un país independiente de facto, que se le reconoce como un Estado con reconocimiento limitado, ubicado al noroeste de Somalia, en el llamado Cuerno de África. 

## La película
Un equipo austro-germano dirigido por el abogado y político Thomas Prader diseñó el documental acerca de este país y, en especial, sobre su historia reciente, tratando de abarcar los aspectos vinculados a su cultura, su religión, la población nómade, o sea en resumen acerca de las características de su sociedad. La película remarca que en tanto Somalia después de muchos años de guerra  está generalmente considerado un estado fallido, 
Somalilandia es desde hace casi treinta años una nación independiente “de facto”, gobernada democráticamente y alejada de la guerra, del terrorismo y de la piratería.